# Liste d'inventeurs
- Haut – A
- B
- C
- D
- E
- F
- G
- H
- I
- J
- K
- L
- M
- N
- O
- P
- Q
- R
- S
- T
- U
- V
- W
- X
- Y
- Z

## A
- Vitali Abalakov (1906–1986), Russie – Coinceur mécanique, Abalakov (escalade) (aussi nommée lunule)
- Ernst Abbe (1840–1905), Allemagne - Condenseur optique, objectif apochromatique, réfractomètre
- Hovannes Adamian (1879-1932), URSS / Russie - Principe tricolore de la télévision couleur
- Clément Ader, inventeur français de l'avion en 1890 ;
- Samuel W. Alderson (1914–2005), U.S. – Mannequin pour essais de collision
- Randi Altschul (born 1960), U.S. – Téléphone mobile jetable.
- Mary Anderson, inventrice américaine de l'essuie-glace en 1903 ;
- Nicolas Appert, inventeur français de la conserve (appertisation) en 1795.

## B
- Tabitha Babbitt, inventrice américaine de la scie circulaire en 1812 ;
- John Logie Baird, ingénieur écossais, l'un des pionniers de la télévision telle que nous la connaissons, inventeur de la télévision mécanique, en 1923 et de la télévision en couleurs en 1928 ;
- René-Louis Baron, inventeur français du procédé de composition musicale cohérente et automatique, dépôts de brevets et de copyrights entre 1998 et 2012, inventions dénommées globalement « MedalComposer » ;
- Maria Beasley, inventrice des radeaux de sauvetage en 1882 ;
- Alphonse Eugène Beau, dit Beau de Rochas, inventeur français du cycle du moteur à quatre temps (1862) ;
- Veronica Bekoe, inventrice ghanéenne du Veronica bucket (en) ;
- Édouard Belin, inventeur du bélinographe en 1907, précurseur du télécopieur ;
- Émile Belot, ingénieur français, inventeur de machines pour l'industrie du tabac ;
- Alexander Graham Bell, inventeur écossais du téléphone en 1876, 22 ans après que Charles Bourseul en eût imaginé un principe ;
- Édouard Bénédictus, chimiste français, inventa le verre feuilleté entre 1903 et 1909, breveté le 10 août 1909 ;
- Melitta Bentz, inventrice allemande du filtre à café en papier en 1908 ;
- Karl Benz, associé à Gottlieb Daimler et Wilhelm Maybach, inventeurs de la première automobile moderne, en 1889 ;
- László Biró, journaliste hongrois, inventeur (en 1938) du "stylo à bille" ;
- William Edward Boeing, inventeur de l'avion de ligne en 1933 ;
- Joseph-Armand Bombardier, inventeur canadien, perfectionne l'autoneige en 1937 et la motoneige dans les années 1950 ;
- Claude Boucher, inventeur français de la mécanisation de la fabrication des bouteilles en 1894 ;
- Charles Bourseul, inventeur français, énonce le principe du téléphone (cependant il ne fera pas de réalisation pratique de son idée) en 1854 ;
- Louis Braille, inventeur de l'alphabet pour aveugles portant son nom, en 1825 ;
- Charles-Urbain Bricogne, inventeur français du frein d'urgence pour les locomotives, en 1855 ;
- Yvonne Brill, inventrice Canado-Américaine du résistojet, nouveau type de propulseur électrothermique à applications spatiales, en 1966.

## C
- Louis Paul Cailletet, inventeur français du procédé de liquéfaction de l'oxygène en 1877 ;
- Armand Callaud, inventeur français de la pile Callaud (1853), qui sera utilisée dans plusieurs pays pour la télégraphie pendant une cinquantaine d’années ;
- John Carbutt, inventeur américain, met au point en 1887 un film souple, transparent et résistant en nitrate de cellulose, qui va permettre l'enregistrement des premiers films du cinéma en 1891 ;
- Wallace Hume Carothers, ingénieur chez DuPont de Nemours, inventeur du bas nylon, en 1938 ;
- Ferdinand Carré, inventeur français du réfrigérateur à absorption de gaz en 1859 ;
- Alexandru Ciurcu, inventeur roumain d'un moteur à réaction ;
- Georges Claude, inventeur français du procédé industriel de liquéfaction de l'air en 1902 ;
- Le Frère Clément (Vital Rodier), inventeur de la clémentine en 1900, en croisant le mandarinier et l'Orange douce ;
- Joséphine Cochrane, inventrice du premier lave-vaisselle en 1886 ;
- Samuel Colt, inventeur américain du révolver, dont le premier modèle fabriqué en série fut le Colt Paterson, de 1836 (d'après le brevet de Colt de 1835) ;
- Anna Connelly, brevète la toute première sortie de secours sous forme d'un escalier à l'extérieur d'un édifice en 1887 ;
- René Coustal, inventeur en 1934 d'une lampe à lumière froide ;
- Jacques-Yves Cousteau, marin et océanographe, avec l'aide d'Émile Gagnan il perfectionna le scaphandre autonome en 1943 ;
- Charles Cros, poète et inventeur français, formule le principe du phonographe en 1877 (voir Thomas Edison) ;
- Nicolas Joseph Cugnot, ingénieur militaire français, inventeur de la première automobile (le fardier) en 1771.
- Pierre Djibril Coulibaly, ingénieur informaticien ivoirien, inventeur de la méthodologie de conception de logiciels universels de gestion en 2010.

## D
- J. Dafte, armurier londonien, inventeur de la première arme à répétition par rotation, en 1680, ancêtre du révolver ;
- René Dagron, inventeur français du microfilm en 1859 ;
- Charles Dallery, inventeur français de la machine à vapeur à chaudière tubulaire en 1780 ;
- Jean Daudignac, Maître pâtissier inventeur français du premier moule silicone de pâtisserie en 1987 ;
- François Merry Delabost, 1836-1918, médecin français, inventeur de la douche en 1872 à Rouen ;
- Auguste Denayrouze, inventeur français (avec Benoît Rouquayrol) du scaphandre autonome, en 1864 ;
- William Kennedy Laurie Dickson, ingénieur électricien et premier réalisateur, inventeur avec Thomas Edison du Kinétographe, première caméra de prise de vues cinématographique en 1891, et en 1893 du kinétoscope, appareil de visionnement individuel des films ainsi tournés ;
- Rudolf Diesel, 1858-1913, ingénieur allemand, inventeur du moteur Diesel ;
- Richard Drew (en), jeune assistant au laboratoire 3M de Saint-Paul, aux États-Unis, inventeur du ruban adhésif Scotch en 1925 ;
- Ignace Dubus-Bonnel, inventeur français (négociant à Lille) de la fibre de verre en 1836, primé à l'Exposition de 1839 ;
- Cyrille Duquet, inventeur canadien du combiné téléphonique.
- John Boyd Dunlop, inventeur écossais du pneumatique en 1887 ;
- Charles-Joseph Dusaulx, inventeur du moteur à combustion et explosion en 1870.

## E
- George Eastman (1854–1932), U.S.A. – film en rouleau (en)
- Thomas Edison, inventeur américain du Phonographe, breveté en 1878, et du Kinétographe en 1891 ;
- Marcellus Gilmore Edson inventeur canadien (montréalais) du beurre d'arachides ;
- Brendan Eich (1961), U.S.A. – JavaScript (langage de programmation)
- Paul Eisler (en) (1907–1992), Austriche/U.S.A. – Circuit imprimé (électronique)
- Gertrude Elion, chimiste et inventrice américaine du premier médicament contre la leucémie en 1944 ;
- Rune Elmqvist (en) (1906–1996), Suède –  pacemaker implantable
- Douglas Engelbart (1925–2013), U.S.A. – souris d'ordinateur
- John Ericsson (1803–1889), Suède - propulsion à deux hélices
- Emil Erlenmeyer (1825–1909), Allemagne – fiole Erlenmeyer
- Ole Evinrude (en) (1877–1934), Norvège – moteur Hors-bord

## F
- Henri Fabre, ingénieur français, inventeur de l'hydravion, en 1910 ;
- Myra Juliet Farrell, inventrice et artiste australienne ;
- Reginald Fessenden, canadien (né au Québec), inventeur de la radiophonie, en 1900 ;
- Alva J. Ficher, inventeur de la machine à laver le linge électrique, en 1901 ;
- Fernand Forest, inventeur français de la magneto à basse tension (pour l'allumage des bougies de moteur à explosion) en 1880 et de la boîte de vitesses automatique en 1907 ;
- Benoît Fourneyron, inventeur de la turbine hydraulique et de la conduite forcée en 1832 ;
- Benjamin Franklin, inventeur américain du paratonnerre en 1752 ;
- François Fresneau de La Gataudière, mathématicien, astronome et ingénieur du roi français, inventeur de l'imperméabilisation des vêtements en 1748 ;
- Eugène Freyssinet (1879-1962), inventeur du béton précontraint en 1928 ;
- George Frost, inventeur américain de l'autoradio, à l'âge de 18 ans, en 1922, installé sur une Ford T.

## G
- Émile Gagnan, ingénieur français, avec l'aide de Jacques-Yves Cousteau il perfectionne le scaphandre autonome en 1943 ;
- Lucien Gaulard, inventeur français du transformateur électrique en 1882 ;
- Henri Gautreau, inventeur-fabricant de réchauds à alcool en verre en 1889 et d'ustensiles de cuisine et ménage ;
- Letitia Geer (es), inventrice de la seringue médicale en 1899 ;
- Henri Giffard, inventeur français de l’injecteur et du dirigeable propulsé par la vapeur ;
- Émile Gobbe, inventeur français de la fabrication mécanique du verre par étirage en 1901 ;
- Benoît Gonod, inventeur français de la sténotype en 1827 ;
- Charles Goodyear, chimiste américain, brevète le procédé de vulcanisation, à l'origine de la fabrication des pneus (1844) ;
- Zénobe Gramme, inventeur belge du générateur électrique en 1868 ;
- William Griggs, inventeur anglais d'un procédé de chromolithographie connu sous le nom de photo-chromo-lithographie ;
- André Grusenmeyer, mécanicien français, inventeur de la batteuse, en 1880 ;
- Joseph Grusenmeyer, mécanicien français, inventeur de la bande de protection amovible pour machine agricole ;
- Maxime Guillaume, inventeur français du turboréacteur en 1921 ;
- Manuel Théodore Guillaumet, médecin français, inventeur en 1838 du premier détendeur connu, invention sans suite (le détendeur de Rouquayrol et de Denayrouze de 1864, que perfectionnent Cousteau et Gagnan en 1943 est mis au point indépendamment) ;
- Jean-Baptiste Guimet, inventeur du bleu outremer (bleu Guimet) en 1827.

## H
- Marie Harel, française inventeuse du camembert, recette héritée sans doute de sa mère, Marie-Catherine Fontaine, en 1791 - fromage vendu sur les marchés de Camembert dans l'Orne ;
- Jean-Jacques Heilmann, inventeur français de la locomotive thermo-électrique en 1890 ;
- Grace Hopper, conceptrice du premier compilateur en 1951 ;
- Benjamin Huntsman inventeur de l'acier au creuset, à l'origine de tous les aciers modernes de qualité.

## J
- Shirley Ann Jackson, employée des laboratoires Bell, contribue à l’invention du téléphone à touches, des panneaux photovoltaïques, des câbles à fibres optiques, au développement du fax et de la technologie permettant l’identification des appels entrants et des appels en attente ;
- Mary Phelps Jacob, alias Caresse Crosby, inventrice du soutien-gorge 1913 ;
- Joseph Marie Jacquard, inventeur français du métier à tisser Jacquard en 1802 ;
- Nancy Johnson, inventrice de la sorbetière en 1843 ;
- Whitcomb Judson, inventeur américain de la fermeture à glissière (ou zip) en 1891, imaginée pour la première fois par l'Américain Elias Howe en 1851, qui ne l'a jamais exploitée.

## K
- Fernand Kaiser inventeur de la semi-remorque universelle - Longuyon en Meurthe et Moselle - 1958
- Mikhaïl Kalachnikov inventeur du fusil d'assaut AK en 1947 ;
- Mary Dixon Kies, inventrice américaine d'un procédé de tissage de la paille avec la soie pour la fabrication de chapeaux en 1809 ;
- Margaret E. Knight, inventrice américaine du sac en papier en 1894 ;
- Stephanie Kwolek, inventrice américaine du poly-paraphénylène téréphtalamide (kevlar).

## L
- Hedy Lamarr et le compositeur George Antheil, inventeurs d'un système de codage de transmissions pour combattre les sous-marins allemands, appelé « étalement de spectre », repoussé comme infaisable par l’US Navy, repris à partir de 1962 grâce aux progrès faits en électronique ;
- Paul Langevin, inventeur français du sonar avec Constantin Chilowski en 1917 ;
- Nicolas Lebel, inventeur du Fusil Lebel, fusil emblématique de l'Armée française pendant la Première Guerre Mondiale ;
- Philippe Lebon, inventeur français du gaz d'éclairage et du moteur à combustion et explosion en 1801 ;
- Léonard de Vinci ;
- John Lethbridge, inventeur d'une armure de plongée en 1715 ;
- Elisabeth Löchen, inventrice du son numérique pour les salles de cinéma 1990 ;
- Ada Lovelace, première programmeuse, inventrice de l'algorithme en 1843 ;
- Louis Lumière, inventeur du Cinématographe en 1895 ;
- Bernard Lyot, inventeur français du coronographe en 1930 ;
- Antoine Louis, inventeur de la guillotine moderne.

## M
- Carl Magee, inventeur du parcmètre, installé la première fois en 1935 ;
- Elizabeth Magie, inventrice américaine du Monopoly en 1904 ;
- Étienne-Jules Marey, inventeur de la chronophotographie en 1881, ancêtre du cinéma ;
- Désiré Martin, inventeur du frein à air comprimé qui équipe tous les trains du monde ;
- Alexandre Massé, inventeur français du bouton de vêtement à quatre trous en 1872 ;
- Beulah Henry Memphis, inventrice du congélateur à glace sous vide en 1912 ; de la première machine à coudre sans bobine en 1940 ; de la « protographie », machine à écrire manuelle capable de réaliser 4 copies d’un même document, en 1932, entre autres inventions ;
- Hamoudi Messaoudane (en), inventeur de la sarcleuse mécanique en forme de U qui, une fois placée autour de l’arbre, le débarrasse des mauvaises herbes ;
- Bertrand de Molleville, ancien ministre de Louis XVI, inventeur du sécateur, première apparition en France en 1815 ;
- Joseph Monier, inventeur français du béton armé en 1867 ;
- John Montagu (4e comte de Sandwich), inventeur supposé du sandwich en 1762, réellement inventé par son majordome ;
- Les frères Montgolfier (Jacques Étienne et Joseph), inventeurs du premier engin qui s'envola dans le ciel en 1782 ;
- Roland Moreno, inventeur en 1974 de la carte à circuit intégré (carte à puce) ;
- August Musger, inventeur autrichien du ralenti.

## N
- Jean-Yves Nadeau, co-inventeur québécois de la première emballeuse à paquets de bois (1998) (brevet canadien 2,240,062) ;
- Nemours Jean-Baptiste (en) a créé en 1955 le premier genre musical Haïtien " Le Compas Direct"
- Bette Nesmith Graham, inventrice américaine du Typp-ex avant 1956 ;
- Isaac Newton, savant anglais, perfectionne le télescope à miroir, en 1668 et énonce la théorie de la gravitation universelle ;
- Nicéphore Niépce, inventeur français de la pyréolophore en 1816, et de la photographie (1826) ;
- Alfred Nobel, inventeur suédois de la dynamite qui légua sa fortune pour la création du prix Nobel.

## P
- Denis Papin, inventeur français du piston à vapeur, précurseur de la machine à vapeur, en 1690 ;
- Alice Parker, inventrice d'un système de chauffage central au gaz en 1919 ;
- Florence Parpart, inventrice du réfrigérateur électrique moderne en 1914 ;
- Louis Pasteur, inventeur français du vaccin contre la rage en 1885 et de la pasteurisation en 1865 ;
- Onésiphore Pecqueur, ingénieur et horloger français, invente le différentiel, utilisé en horlogerie et automobile (1828) ;
- John Pemberton, pharmacien américain, inventeur de la recette du Coca-Cola, en 1886 ;
- Alphonse Pénaud, inventeur français du premier aéroplane en modèle réduit, le Planophore, en 1871 ;
- Louis-Guillaume Perreaux, inventeur français du vélocipède à moteur, breveté en 1868, précurseur de la moto ;
- Dominique Piazza, inventeur français de la carte postale photographique en 1891 ;
- Gaston Planté, inventeur français de l'accumulateur électrique en 1859 ;
- Vincent Charlemagne Pluchet, inventeur en 1829 d'une charrue, exposée au Musée des beaux-arts de Chartres, qui porte son nom ;
- Gustave Ponton d'Amécourt, inventeur de l'hélicoptère (1861) ;
- Eugène Poubelle, préfet de Grenoble, puis de Paris, inventeur du récipient à ordure commun, en 1884, à qui l'on a donné son nom ;
- Antoine Priore, inventeur de l'onde Priore en 1948.

## R
- Adolf Rambold, inventeur allemand du sachet de thé en 1928 ;
- Ruben Rausing, industriel suédois, inventeur du berlingot trétraédrique en carton laminé, en 1951 et en 1961, les premières briques de lait longue conservation ;
- George Ravenscroft, verrier anglais, met au point le cristal industriel en 1675 ;
- Ferdinand Revoul, inventeur de la boîte à courants d'air pour les vers à soie en 1857[1];
- Harold Rhodes, inventeur du piano électrique Rhodes en 1965 ;
- Benoît Rouquayrol, inventeur français (avec Auguste Denayrouze) du scaphandre autonome, en 1864 ;
- Lucien Rouzet, inventeur français d'un système de radiocommunications (TSF), en 1912 ;
- Louis Rustin, inventeur français de la rustine en 1921.

## S
- Gilles Saint-Hilaire, inventeur avec sa famille de la Quasiturbine en 1990 ;
- Horace-Bénédict de Saussure, inventeur de l'alpinisme ;
- Charles-Auguste Scheuchzer, inventeur de plusieurs machines ferroviaires : la désherbeuse en 1921, la cribleuse en 1927 et la bourreuse en 1931.
- Marc Seguin, améliorateur après Charles Dallery de la chaudière tubulaire, et inventeur du pont suspendu à câbles, en 1822 ;
- Shen Kuo, inventeur du concept du « vrai Nord » ;
- Pyotr Shilovsky, inventeur du Gyrocar ;
- Augustus Siebe, inventeur en 1837 du premier scaphandre à casque entièrement étanche ;
- Werner von Siemens, inventeur en tramway
- Isaac Merritt Singer, inventeur américain de la machine à coudre à usage domestique, en 1851 ;
- Percy Spencer, inventeur américain du four à micro-ondes, en 1945 ;
- John Spilsbury, inventeur britannique du puzzle.

## T

Résonance de l'antenne

- Dr. Maria Telkes, Américaine d'origine hongroise, concepteur du premier générateur de puissance thermoélectrique en 1947 et du premier réfrigérateur thermoélectrique en 1953 ; associé avec l’architecte Eleonor Raymond, constructeur de la première maison entièrement chauffée par l’énergie solaire en 1947 ;
- Lev Sergueïevitch Termen, aussi connu comme Léon Theremin, inventeur du premier instrument de musique électronique, le « theremin » ;
- Nikola Tesla, inventeur serbe du courant alternatif et de la radio ;
- Barthélemy Thimonnier, inventeur français de la première machine à coudre, en 1830 ;
- Camille Papin Tissot, met au point en France les premières liaisons radios opérationnelles en mer sur la longueur d'onde des 600 mètres, équipe la Marine nationale de ses premiers appareils de TSF en 1900, et livre un doctorat sur la résonance des antennes en 1905 ;
- Gustave Trouvé, inventeur français de la voiture électrique en 1881.

## V
- Marie Van Brittan Brown (en), inventrice américaine du système de surveillance en circuit fermé, breveté en 1969 ;
- Louis Vicat, inventeur français du ciment artificiel en 1840 ;
- Henri Vidal, inventeur Français de la terre armée en 1963 ;
- Lucien Vidie, inventeur français du baromètre anéroïde en 1844 ;
- Alessandro Volta, savant physicien et chimiste italien, inventeur de la pile électrique en 1800 (empilement de rondelles de cuivres d'un côté et de zinc de l'autre).

## W
- Ruth et Kenneth Wakefield, aubergistes de Boston, inventeurs de la recette du cookie, en 1930 ;
- Margaret A. Wilocox, inventrice du premier chauffage de voiture en 1893.

## Y
- Rachid Yazami, co-inventeur franco-marocain de la batterie lithium-ion, dépose plus de 150 brevets en France, aux États-Unis et à Singapour.